# Sylvia (film 2003)
(Tagline del film)
Sylvia è un film del 2003 diretto da Christine Jeffs.
Racconta la storia d'amore tra la poetessa statunitense Sylvia Plath e il poeta britannico Ted Hughes, dal loro incontro nel 1956 al suicidio di Sylvia Plath, nel 1963.

## Trama
Il film inizia a Cambridge, Inghilterra nel 1956 quando Sylvia, in occasione di una festa per una nuova rivista, conosce il poeta inglese Ted Hughes, dalle cui poesie era rimasta subito colpita. Tra i giovani poeti nasce immediatamente un grande amore e, dopo la pubblicazione della raccolta di poesie di Hughes “The Hawk in the Rain”, decidono di sposarsi.
Partiti per il Massachusetts, dove vive la madre di Sylvia, Aurelia, i due lavorano come insegnanti. Durante l’estate, Sylvia fatica a scrivere e a trovare un soggetto per le sue poesie, e si distrae cucinando torte. Ted invece sembra non avere problemi d’ispirazione e la sua fama di poeta non fa che aumentare. Sylvia si accorge di come anche le altre persone siano affascinate dal marito, per via del suo bell’aspetto, del suo carisma e del successo, finché non scopre il tradimento di Ted con una giovane studentessa. Dopo un’aspra lite, Sylvia torna dal marito e si fa promettere che non la lascerà mai.
Tornati in Inghilterra, a Londra, nel 1960 nasce la loro primogenita. Qui, Sylvia pubblica la sua prima raccolta di poesie “Il colosso”, che non ottiene però particolare successo né critiche positive. Sylvia, soffocata tra il lavoro e la vita di madre, vive nell’ombra professionale del marito e nutre sempre più sfiducia e gelosia nei suoi confronti.
Nel 1962, alla nascita del loro secondo figlio, Sylvia e Ted affittano il loro appartamento a Londra ad una coppia con cui diventano amici, David e Assia Wevill, per stabilirsi fra le campagne del Devon, dove Sylvia alleva i figli, faticando a trovare il tempo e lo stimolo per scrivere. Dopo una visita di David e Assia, Sylvia sospetta qualcosa tra quest'ultima e il marito. Quando Ted va via qualche giorno per motivi di lavoro, in realtà si incontra con l’amante ed avvia una relazione con lei.
Tornato a casa Sylvia, che ha capito tutto, lo caccia e ritorna a Londra con i bambini. In questo periodo sembra ritrovare la sua vena artistica: scrive tantissime poesie e pubblica il romanzo La campana di vetro. Ma la solitudine e i pochi soldi le pesano. A seguito di una visita di Ted, il quale nonostante ammetta che non amerà mai Assia come ama lei e che il loro rapporto non è eguagliabile, al tempo stesso confessa a Sylvia di non poter lasciare Assia perché è incinta.
La mattina dell’11 febbraio 1963, dopo aver preparato la colazione ai figli ed aver aperto la finestra della camera dove dormivano, Sylvia si suicida inalando il gas, sigillando porta e finestre della cucina.
Un anno dopo, Ted Hughes ha curato la pubblicazione delle sue ultime poesie, inserite nella raccolta Ariel. Nel 1998, Ted Hughes rompe il silenzio riguardo Sylvia pubblicando “Birthday Letters”, una serie di poesie sulla loro relazione.

## Produzione
Film di produzione britannico con molte scene girate in Nuova Zelanda.

## Distribuzione
Inedito in Italia fino al 1º febbraio 2009, quando è stato distribuito direttamente in DVD.

## Controversie
Frieda Hughes, la figlia di Sylvia e Ted, accusò i produttori del film di trarre profitto dalla morte di sua madre.